# Vossieuscelus loretoensis
Vossieuscelus loretoensis es una especie de coleóptero de la familia Attelabidae.

## Distribución geográfica
Habita en Perú.